# یواس‌اس هوراس ای. بیس (ای‌پی‌دی-۱۲۴)
یواس‌اس هوراس ای. بیس (ای‌پی‌دی-۱۲۴) (به انگلیسی: USS Horace A. Bass (APD-124)) یک کشتی بود که طول آن ۳۰۶ فوت ۰ اینچ (۹۳٫۲۷ متر) بود. این کشتی در سال ۱۹۴۴ ساخته شد.